# Альяшево
Альяшево — село в Захаровском районе Рязанской области России, входит в состав Плахинского сельского поселения.

## География
Село расположено в 12 км на север от центра поселения села Плахино, в 28 км на север от райцентра села Захарово.

## История
Богословская церковь в селе упоминается в окладных книгах 1676 года, где в приходе к ней показано 49 дворов боярских, 24 — крестьянских и 15 бобыльских. В 1808 году в селе была построена каменная церковь того же наименования с Никольским приделом.
В XIX — начале XX века село входило в состав Бахмачеевской волости Рязанского уезда Рязанской губернии. В 1905 году в селе имелось 20 дворов.
С 1929 года село являлось центром Альяшевского сельсовета Захаровского района Рязанского округа Московской области, с 1937 года — в составе  Рязанской области, с 2005 года — в составе  Плахинского сельского поселения.

## Население
| 1859 | 1906 | 2010 | 2023 |
| ---- | ---- | ---- | ---- |
| 387  | ↘217 | ↘88  | ↘59  |